# Francisco Alves (livraria)
A Livraria Francisco Alves é uma livraria e editora brasileira, que está em atividade desde 1854, quando iniciou sob o nome de Livraria Clássica, no Rio de Janeiro.

## Histórico
Seu fundador, nascido Francisco Alves d’Oliveira em 2 de agosto de1848, foi para o Rio de Janeiro em 1863, conseguiu emprego em uma loja de artigos náuticos e, com economias, abriu um sebo na Rua São José. Posteriormente o vendeu e voltou para o Porto. Ao receber o convite do tio para trabalhar em sua livraria, a Livraria Clássica, voltou para o Brasil, e se naturalizou em 28 de julho de 1883.
A Livraria Clássica, predecessora da Francisco Alves, foi fundada em 15 de agosto de 1854, na Rua dos Latoeiros (quando ainda se chamava Gonçalves Dias), nº 54 (posteriormente alterado para nº 48), por seu tio Nicolau António Alves, imigrante português natural de Cabeceiras de Basto, que havia emigrado para o Brasil com 11 anos de idade, em 1839. A Livraria Clássica começou modestamente, com atividades voltadas para o atendimento escolar.
Francisco veio em 1876, para trabalhar na livraria do tio, e em 1882 o tio adoentou-se, passando a direção da loja ao sobrinho. Em 1894, Francisco Alves abriu uma filial em São Paulo, e três anos depois, em 1897, adquiriu a parte de seu tio na sociedade e se tornou o único dono da casa. A Livraria mudou-se, no Rio de Janeiro, para a Rua do Ouvidor.
Inicialmente dedicada aos livros didáticos, mediante o aumento do número de escolas no país (nos últimos anos do Império, as escolas passaram de 3.561 para 7.500), a Francisco Alves chegou a ter quase o monopólio dos livros didáticos no Brasil, e lançou as bases modernas da edição escolar no país, chegando Alves a ser conhecido como o “Rei do Livro”.
A Francisco Alves abriu uma 1ª filial em São Paulo, em 23 de abril de 1893, e em 1902 admitiu como sócio minoritário o seu auxiliar, engenheiro Manuel Pacheco Leão, filho de Teófilo das Neves Leão, um velho professor e amigo, formando com ele uma parceria importante na expansão da editora. Em 1906, abriu uma 2ª filial, em Belo Horizonte. Em São Paulo, adquiriu a “N. Falconi” e a “Livraria Melilo”; no Rio de Janeiro, adquiriu a “Lombaerts”, a “Livraria Católica de Sauvin”, a “Livraria Luso-Brasileira” de Lopes da Cunha, a “Empresa Literária Fluminense”, de A. A. da Silva Lobo, a Livraria Moderna, de “Domingos de Magalhães”. Comprou também as editoras portuguesas “Biblioteca de Instrução Profissional” e “A Editora”, esta sucessora da casa “David Corazzi”. Em 1909, adquiriu a “Laemmert”, adquirindo os direitos de “Os Sertões”, de Euclides da Cunha, e de Inocência, de Taunay. Comprou também a pequena livraria da “Viúva Azevedo”, no Rio de Janeiro.
Com a República, com uma sólida posição conquistada no país, com o sucesso de filial em São Paulo, tendo já adquirido e incorporado as várias empresas concorrentes, Francisco Alves expandiu seus negócios para a Europa, onde já costumava imprimir muitas de suas edições e de onde fazia grandes importações para suas livrarias. Francisco Alves se tornou, assim, o primeiro editor brasileiro a incorporar a seus negócios, com sede no Rio de Janeiro, livrarias-editoras da França e Portugal, invertendo o percurso dos seus contemporâneos europeus, como os Irmãos Garnier.
Em 1907, fez outra sociedade com Júlio Monteiro Aillaud para assumir o controle da tradicional Aillaud, editora, livraria e tipografia francesa, de Paris, e, tendo o mesmo Aillaud como associado, além de seu já sócio no Brasil, Manuel Pacheco Leão, adquiriu, em 1908, a Livraria Bertrand, de Lisboa.
Em 1910 abriu filial em Belo Horizonte e, além das filiais, Francisco Alves credenciou livrarias-papelarias em várias cidades brasileiras.
Alves era diabético e adquiriu uma pneumonia que o levou à tuberculose. Quando o sócio Pacheco Leão faleceu, em 23 de dezembro de 1913, Alves adquiriu a parte da viúva, mas faleceu em 29 de junho de 1917, após complicações de uma fratura na perna em um acidente ferroviário. No testamento, deixou um grande legado e uma pensão vitalícia àquela que fora sua amante desde 1891, Maria Dolores Braun. Todo o restante de seus bens ficaria para a Academia Brasileira de Letras, porém com a exigência de que a Academia deveria realizar, a cada 5 anos, dois concursos em sua homenagem, cada um deles com um primeiro prêmio de 10 contos, um segundo de 5 contos e um terceiro de 3 contos. Um dos concursos deveria ser para monografias sobre “a melhor maneira de ampliar a educação primária no Brasil”, e o outro para monografias sobre a língua portuguesa. Mediante a Academia estar estatutariamente impedida de gerir qualquer tipo de negócio, vendeu a livraria a um grupo de antigos empregados, liderados por Paulo Ernesto Azevedo, sucessor de Pacheco Leão na gerência da filial de São Paulo, e Antônio de Oliveira Martins.
Tendo já se chamado Livraria Clássica, depois Livraria Alves e, finalmente, Livraria Francisco Alves, a casa desenvolveu-se, e Paulo de Azevedo, o auxiliar que o sucedeu na direção da casa, seguiu-lhe os passos com muito êxito. A nova firma adotou o nome “Paulo de Azevedo & Companhia”, mas continuou a usar a marca F. Alves, e a dominar o mercado de livros didáticos até o aparecimento da Companhia Editora Nacional, de Octalles Marcondes Ferreira, na década de 1920.
Paulo de Azevedo morreu em 1946, sendo sucedido pelos filhos Ivo e Ademar, que admitiram como sócios Álvaro Ferreira de Almeida, Raul da Silva Passos e Lélio de Castro Andrade, havendo nova revitalização da Livraria. Em 1972, a empresa foi vendida para o almirante José Celso de la Rocque Maciel Soares Guimarães, que modificou seu nome para “Livraria Francisco Alves Editora”; em 1974, a empresa de navegação Netumar,uma dos maiores grupos empresariais a epoca, de Jose Carlos Leal e Ariosto Amado, adquiriu 100% do seu capital e Carlos Leal assumiu a gerência.
A Francisco Alves é a mais antiga editora em atividade, se for levada em conta a sua origem como Livraria Clássica em 1854.

## Produção
Na linha literária, Francisco Alves publicou Afrânio Peixoto, Emílio de Menezes, Raul Pompéia, entre outros, mas a grande maioria de seus livros era impressa no exterior, por motivos econômicos e técnicos que inviabilizavam a impressão interna, o que foi motivo de muitos nacionalistas o criticarem. No seu tempo livre, Francisco Alves escrevia seus próprios livros, sob o pseudônimo "Guilherme do Prado", ou "F. d’Oliveira". Foram catalogados, após sua morte, 39 livros de sua autoria. Francisco Alves editou mais de 500 títulos, entre 1882 e 1916 (faleceu em 1917).